# Keteh Merirí (Demonio)
Ketev Merirí (Keteb Merirí o Quéteb Merirí) es el nombre de un demonio de la tradición hebraica, mencionado en el Libro del Deuteronomio 32:24:

«Mezey ra'av ulechumey reshef veketev meriri veshen-behemot ashalach-bam im-chamat zochaley afar».

«Consumidos serán por el hambre, atacados por los demonios y tajados por el demonio Merirí; y dientes de bestias enviaré sobre ellos, con veneno de lo que se arrastra por el polvo».

Se le identifica como al «Señor del Mediodía y de los Calurosos Veranos» (Demonium Meridianum); se trata de un demonio pestífero que habita el desierto de Judea, dónde los judíos enviaban al Chivo expiatorio, colmado de maldiciones, para que lo recogiera Azazel, el Señor del Yermo (Levítico 16:8-10) y el pueblo fuera limpiado. Merirí proviene del término "mryry" que significa amargo, acebo, veneno (Deuteronomio 32:24 y en el Libro de la Sabiduría de Jesús ben Sira, también llamado Libro de Sirach o Eclesiástico 11:4 dónde se lee: ""bmryry-ywm", en días amargos) y "aryrh" maldición, anatema. Ambos términos contienen el verbal "ryr", fluir ó "rir", saliva: decir palabras malsonantes. Expresa, pues, maldecir a un pecador y a sus pecados previamente a su ejecución. "Mry" (Meri) significa "cebado". El chivo expiatorio es "la cabra sacrificial, cebada, que se arroja al desierto sobre la cual se dejan caer todas las maldiciones y escupitajos del pueblo."
Al término "Mryry" (Meriri o Merirí) durante la Edad Media el lenguaje hebreo lo designó para hacer referencia al demonio.  
Ketev Merirí ataca al mediodía, cuando el sol cae a plomo. Recorre las mismas regiones que Lilith, mortífero genio de la noche, recorre al oscurecer. En el Midrash Shojer Tov se menciona que este ser se trata de un "Shed", un depredador que fue creado la víspera de Shabbat en la creación del mundo; no es una criatura totalmente espiritual como los ángeles pero tampoco física como los seres humanos. Está cubierto totalmente de escamas, de vellos y de ojos, por uno de sus ojos puede ver pero éste ojo se halla dentro de su corazón. No posee poderes ni en la sombra ni en el sol, sino entre ambos y rueda como un balón. Gobierna desde la cuarta hora hasta la novena y rige desde el 7 de Tamuz hasta el 9 de Av, y quien lo ve, cae de bruces muerto. Se comenta en el Midrash Rabá: "Todos sus perseguidores la alcanzaron en la angostura" (Meguilat Eja 1) que hace referencia a este Shed –Keteh Merirí- quien gobierna en las tres semanas que median entre el 17 de Tamuz y el 9 de Av. No se debe, pues, caminar solo durante estos días desde la hora cuarta hasta la hora novena, en total seis horas, es decir, desde el alba se cuentan seis horas en las que es preciso abstenerse de caminar solo. Este horario es un horario temporal, durante esta época en Israel son horas de ochenta minutos, en total ocho horas regulares, desde las ocho y cuarto de la mañana hasta las dos de la tarde. En el código de conducta denominado "Shulján Aruj", se explica que esta restricción rige en los caminos por lo que no transita ninguna persona, como el pasear por un bosque, pero dentro de la ciudad no hay ninguna restricción.
Ketev Merirí es mencionado por Jorge Luis Borges en El libro de los seres imaginarios, en la entrada "Demonios del judaísmo" dónde apunta: «Unos niños que iban a la escuela se encontraron con él; todos murieron salvo dos».